# DinoSol
Dinosol Supermercados SL è una catena di supermercati spagnola che opera nelle Isole Canarie. L'attuale struttura risale al 2012, quando un gruppo di azionisti delle Canarie, composto principalmente da investimenti AJA, ha acquistato la società.

## Storia
Nel 1978, i due fratelli Domínguez fondarono HiperDino. Nel 1996, quando il marchio aveva già tre punti vendita, fu ceduto a Vista Capital, società di proprietà del Banco Santander che li ribattezzò Superdiplo. Successivamente, la multinazionale olandese Ahold acquisì i supermercati e li rinominò in Ahold Supermercados. Nel 2004, a seguito di ingenti perdite economiche, la società fu ceduta al fondo di private equity britannico Permira che ribattezzò il gruppo in Dinosol SL. Sette anni dopo, nel 2011, l'azienda aveva già accumulato più di 400 milioni di euro di debiti, così la società passò nelle mani di un folto gruppo di banche, tra cui Bank of Scotland Plc, Caja Madrid e Société Générale SA.
Per salvare l'azienda, nel 2012 un gruppo di azionisti delle Canarie, guidati da José Abraham Domínguez, Andrés Domínguez (i fratelli Domínguez) e Javier Puga, decisero di acquisire DinoSol dalle 24 banche che ne detenevano la proprietà. Nello stesso anno, la società cedette la catena SuperSol ad Agile Finance.

## Identità aziendale
Dopo aver preso il controllo del gruppo, i fratelli Domínguez e Javier Puga ripresero la strategia di successo del passato: prezzi bassi, oltre a competitività e promozioni incentrate sui prodotti locali. 
Il Gruppo DinoSol vanta più di 230 sedi, in cinque isole Canarie, e impiega oltre 8.000 persone. L'azienda comprende:
- HiperDino: grandi supermercati e ipermercati con ampia offerta;
- SuperDino: supermercati di quartiere relativamente piccoli con offerte meno estese;
- HiperDino Express: piccoli supermercati situati nelle zone turistiche;
- EcoDino: supermercato ecologico;
- DinoShop: negozi all'interno delle stazioni di servizio BP